# Dichaetomyia pallicornis
Dichaetomyia pallicornis este o specie de muște din genul Dichaetomyia, familia Muscidae. A fost descrisă pentru prima dată de Stein în anul 1915.
Este endemică în Taiwan. Conform Catalogue of Life specia Dichaetomyia pallicornis nu are subspecii cunoscute.